# Каскини, Рауль Альфредо
Рауль Альфредо Каскини (исп. Raúl Alfredo Cascini; родился 7 апреля 1971 года, Буэнос-Айрес, Аргентина) — аргентинский футболист, полузащитник, известный по выступлениям за клубы «Индепендьенте», «Эстудиантес» и «Бока Хуниорс».
Сын Рауля — Хуан, также является профессиональным футболистом.

## Клубная карьера
Каскини начал карьеру в клубе «Платенсе» из Висенте-Лопес. 26 января 1990 года в матче против «Атлетико Чако» он дебютировал в аргентинской Примере. За три сезона Рауль провел за «Платенсе» более 100 матчей. В 1993 году Каскини перешёл в «Индепендьенте». Через год он помог команде выиграть чемпионат, а также завоевал в составе клуба Рекопу Южной Америки и дважды стал обладателем Южноамериканского кубка. В 1995 году Каскини отыграл сезон за «Эстудиантес», а затем вновь вернулся в «Индепендьенте», в составе, которого отыграл следующие четыре года.
В 2000 году Рауль покинул родину и подписал соглашение с французской «Тулузой». Несмотря на хороший уровень игры, который он показал в Лиге 1, через год Каскини вернулся в Аргентину, в «Эстудиантес».
В 2002 году Рауль подписал контракт с «Бока Хуниорс». Уже через год он помог команде выиграть чемпионат и Кубок Либертадорес. В том же году Каскини забил решающий пенальти в послематчевой серии против итальянского «Милана» и принёс «Боке» победу в Межконтинентальном кубке. В 2004 году Рауль в третий раз стал обладателем Южноамериканского кубка. В 2005 году у него истёк контракт и он на правах свободного агента хотел перейти в «Ланус». На медосмотре выяснилось, что Каскини травма колена и клуб отказался подписывать соглашение. В том же году Рауль принял решение завершить профессиональную карьеру.

## Достижения
Командные
 «Индепендьенте»
- Чемпионат Аргентины по футболу — Клаусура 1994
- Обладатель Суперкубка Либертадорес — 1994
- Обладатель Суперкубка Либертадорес — 1995
- Обладатель Рекопы Южной Америки — 1995

 «Бока Хуниорс»
- Чемпионат Аргентины по футболу — Апертура 2003
- Обладатель Кубка Либертадорес — 2003
- Обладатель Межконтинентального кубка — 2003
- Обладатель Южноамериканского кубка — 2004